# Sottogenere
Il sottogenere è una categoria tassonomica, utilizzata in biologia per la classificazione scientifica delle forme di vita, rappresentante un taxon gerarchicamente inferiore al genere e superiore alla specie.